# إريك ليو ليمان
إريك ليو ليمان (بالإنجليزية: Erich Leo Lehmann) هو إحصائي أمريكي، ولد في 20 نوفمبر 1917 في ستراسبورغ في فرنسا، وتوفي في 12 سبتمبر 2009 في بيركيلي في الولايات المتحدة.